# Oskars Kļava
Oskars Kļava est un footballeur international letton né le 8 août 1983 à Liepāja.

## Carrière

### En sélection
Oskars Kļava est convoqué par le sélectionneur national Jurijs Andrejevs pour un match amical face à la Thaïlande le 24 décembre 2005. 
Il inscrit son premier but avec l'équipe nationale lettonne le 13 octobre 2007 face à l'Islande lors d'un match de qualification de l'Euro 2008 (victoire 2-4).
Il compte 61 sélections et 1 but avec l'équipe de Lettonie depuis 2005.

## Palmarès
- Avec le Liepājas Metalurgs :
  - Champion de Lettonie en 2005 et 2009.
  - Vainqueur de la Coupe de Lettonie en 2006.
  - Vainqueur de la Ligue balte en 2007.

- Avec le FK Liepāja : 
  - Vainqueur de la Coupe de Lettonie en 2017.

## Statistiques détaillées

### En club
| Saison                | Club                  | Championnat           | Championnat | Championnat | Coupe(s) nationale(s) | Coupe(s) nationale(s) | Compétition(s) continentale(s) | Compétition(s) continentale(s) | Compétition(s) continentale(s) | Sélection | Sélection | Sélection | Total | Total |
| Saison                | Club                  | Division              | M.          | B.          | M.                    | B.                    | Comp.                          | M.                             | B.                             | Équipe    | M.        | B.        | M.    | B.    |
| 2002                  | Liepājas Metalurgs    | Virslīga              | 17          | 0           | -                     | -                     | -                              | -                              | -                              | -         | -         | -         | 17    | 0     |
| 2003                  | Liepājas Metalurgs    | Virslīga              | 17          | 0           | -                     | -                     | C3                             | 1                              | 0                              | -         | -         | -         | 18    | 0     |
| 2004                  | Liepājas Metalurgs    | Virslīga              | 16          | 1           | -                     | -                     | C3                             | 2                              | 0                              | -         | -         | -         | 18    | 1     |
| 2005                  | Liepājas Metalurgs    | Virslīga              | 25          | 0           | -                     | -                     | -                              | -                              | -                              | Lettonie  | 4         | 0         | 29    | 0     |
| 2006                  | Liepājas Metalurgs    | Virslīga              | 27          | 1           | -                     | -                     | C1                             | 4                              | 0                              | Lettonie  | 5         | 0         | 36    | 1     |
| 2007                  | Liepājas Metalurgs    | Virslīga              | 24          | 1           | -                     | -                     | -                              | -                              | -                              | Lettonie  | 11        | 1         | 35    | 2     |
| 2008                  | Liepājas Metalurgs    | Virslīga              | 24          | 2           | -                     | -                     | C3                             | 3                              | 0                              | Lettonie  | 8         | 0         | 35    | 2     |
| 2009                  | Liepājas Metalurgs    | Virslīga              | 27          | 2           | -                     | -                     | C3                             | 2                              | 0                              | Lettonie  | 8         | 0         | 37    | 2     |
| 2010                  | Liepājas Metalurgs    | Virslīga              | 12          | 0           | 2                     | 0                     | C1                             | 2                              | 0                              | Lettonie  | 4         | 0         | 20    | 0     |
| 2010                  | Anji Makhatchkala     | Premier-Liga          | 11          | 0           | -                     | -                     | -                              | -                              | -                              | Lettonie  | 5         | 0         | 16    | 0     |
| 2011 - 2012           | Anji Makhatchkala     | Premier-Liga          | 0           | 0           | -                     | -                     | -                              | -                              | -                              | Lettonie  | 4         | 0         | 4     | 0     |
| 2011 - 2012           | FK Khimki             | National League       | 11          | 0           | -                     | -                     | -                              | -                              | -                              | Lettonie  | 4         | 0         | 15    | 0     |
| 2012                  | Liepājas Metalurgs    | Virslīga              | 14          | 2           | 3                     | 0                     | C3                             | 3                              | 1                              | Lettonie  | 4         | 0         | 24    | 3     |
| 2012 - 2013           | AZAL Bakou            | Premyer Liqası        | 5           | 0           | -                     | -                     | -                              | -                              | -                              | Lettonie  | 4         | 0         | 9     | 0     |
| Total sur la carrière | Total sur la carrière | Total sur la carrière | 230         | 9           | 5                     | 0                     | -                              | 17                             | 1                              | 0         | 61        | 1         | 313   | 11    |

### Buts internationaux
| Buts (1) en sélection d'Oskars Kļava au 21 octobre 2012 | Buts (1) en sélection d'Oskars Kļava au 21 octobre 2012 | Buts (1) en sélection d'Oskars Kļava au 21 octobre 2012 | Buts (1) en sélection d'Oskars Kļava au 21 octobre 2012 | Buts (1) en sélection d'Oskars Kļava au 21 octobre 2012 | Buts (1) en sélection d'Oskars Kļava au 21 octobre 2012 | Buts (1) en sélection d'Oskars Kļava au 21 octobre 2012 |
|                                                         | Date                                                    | Lieu                                                    | Adversaire                                              | Score                                                   | Résultat                                                | Compétition                                             |
| ------------------------------------------------------- | ------------------------------------------------------- | ------------------------------------------------------- | ------------------------------------------------------- | ------------------------------------------------------- | ------------------------------------------------------- | ------------------------------------------------------- |
| 1.                                                      | 13 octobre 2007                                         | Laugardalsvöllur, Reykjavik (Islande)                   | Islande                                                 | 1 - 1                                                   | 2 - 4                                                   | Éliminatoires Euro 2008                                 |

## Parcours d'entraîneur
- depuis oct. 2022 :  FK Spartaks Jurmala